# HMS Björn
HMS Björn var en Monitor / pansarbåt i den svenska flottan. Fartyget byggdes vid Motala varv i Norrköping och sjösattes den 26 november 1873. Björn utgjorde tillsammans med systerfartygen, Hildur, Gerda, Ulf, Berserk, Sölve och Folke, en klass av sju mindre kust- och skärgårdsmonitorer.

## Utformning

### Skrov
Björn var 39,79 meter lång, 8,2 meter bred och hade ett djupgående på 2,52 meter. Sidopansaret och pansardäcket hade en tjocklek på 7,6 respektive 1,9 cm. Pansaret vid kanon- och styrtornen var 35,5 respektive 1,2 cm tjockt. 

### Maskineri
Maskineriet bestod av två eldrörpannor som genererade ånga två st tvåcylindriga Motala liggande ångmaskiner som i sin tur framdrev två propellrar. Den samlade maskinstyrkan uppgick till 155 indikerade hästkrafter vilket gav fartyget en toppfart på 8 knop.

### Bestyckning
Björns bestyckning bestod av en 26 cm räfflad bakladdningskanon m/1869. 
Besättningen uppgick till 42 man.

## Historia
Björn sjösattes den 26 november 1873 och togs i tjänst den 16 april följande år. Hon utrangerades år 1919, såldes 1933 och användes därefter som oljepråm vid Karlskrona örlogsvarv.